# Canton de Landerneau
Le canton de Landerneau est une circonscription électorale française située dans le département du Finistère et la région Bretagne.

## Histoire
- Le canton de Landerneau a été créé en 1790[1].

- De 1833 à 1848, les cantons de Landerneau et de Ploudiry avaient le même conseiller général. Le nombre de conseillers généraux était limité à 30 par département.

- Un nouveau découpage territorial du Finistère entre en vigueur à l'occasion des élections départementales de mars 2015, défini par le décret du 13 février 2014[4], en application des lois du 17 mai 2013 (loi organique 2013-402 et loi 2013-403)[5]. Les conseillers départementaux sont, à compter de ces élections, élus au scrutin majoritaire binominal mixte. Les électeurs de chaque canton élisent au Conseil départemental, nouvelle appellation du Conseil général, deux membres de sexe différent, qui se présentent en binôme de candidats. Les conseillers départementaux sont élus pour 6 ans au scrutin binominal majoritaire à deux tours, l'accès au second tour nécessitant 12,5 % des inscrits au 1er tour. En outre la totalité des conseillers départementaux est renouvelée. Ce nouveau mode de scrutin nécessite un redécoupage des cantons dont le nombre est divisé par deux avec arrondi à l'unité impaire supérieure si ce nombre n'est pas entier impair, assorti de conditions de seuils minimaux[6]. Dans le Finistère, le nombre de cantons passe ainsi de 54 à 27. Le nombre de communes du canton de Landerneau passe de 8 à 9.

- Le nouveau canton de Landerneau est formé de communes des anciens cantons de Landerneau (7 communes) et de Ploudiry (2 communes). Le canton est entièrement inclus dans l'arrondissement de Brest. Le bureau centralisateur est situé à Landerneau.

## Représentation

### Conseillers d'arrondissement (de 1833 à 1940)
| Période | Période          | Identité                         | Étiquette                | Qualité                                                                                |
| --- | ---------------- | -------------------------------- | ------------------------ | -------------------------------------------------------------------------------------- |
| Les données manquantes sont à compléter.                                                                    |                  |                                  |                          |                                                                                        |
| 1833 | 1845             | Frédéric Auguste Duval           |                          | Négociant, maire de Landerneau (1830-1835, 1839-1843 et 1853-1867)                     |
| |                  |                                  |                          |                                                                                        |
| 1848 |                  | Louis Marie Thomas               |                          | Adjoint au maire de Landerneau                                                         |
| |                  |                                  |                          |                                                                                        |
| 1871 | 1882 (démission) | Henry Charles Marie du Baudiez   |                          | Notaire, conseiller municipal de Landerneau                                            |
| |                  |                                  |                          |                                                                                        |
| 1889 | 1895             | Joseph Le Guen                   | Droite catholique        | Adjoint au maire de Guipavas                                                           |
| 1895 | 1900 (décès)     | Paul Le Callennec (1840-1900)    | Républicain              | Constructeur mécanicien, maire de Landerneau (1894-1900)                               |
| 1901 | 1919             | Alphonse Goux (1852-1922)        | Républicain progressiste | Négociant en vins, adjoint au maire de Guipavas                                        |
| 1919 | 1934             | Léopold Maissin fils (1879-1964) | Républicain conservateur | Directeur départemental d'assurances, maire du Relecq-Kerhuon (1914-1925 et 1929-1944) |
| 1934 | 1940             | Yves Squiban                     | Union nationale          | Vétérinaire à Trémaouézan, résidant à Landerneau                                       |
| Les conseils d'arrondissement ont été suspendus par la loi du 12 octobre 1940 et n'ont jamais été réactivés |                  |                                  |                          |                                                                                        |

### Représentation avant 2015
| Période | Période          | Identité                                             | Étiquette         | Qualité |
| ------- | ---------------- | ---------------------------------------------------- | ----------------- | --- |
| 1833    | 1838 (démission) | René-Marie Le Guen fils (1747-1840)                  |                   | Notaire à Landerneau                                                                                                 |
| 1838    | 1855 (décès)     | Louis Ameline Comte de Cadeville                     |                   | Ancien sous-lieutenant d'infanterie Propriétaire, maire de Landerneau                                                |
| 1855    | 1856             | Yves Malléjac                                        |                   | Notaire à Landerneau                                                                                                 |
| 1856    | 1871             | Alfred Joseph Marie Bonamy (1799-1887)               | Bonap.            | Ancien procureur impérial à Lannion puis à Brest                                                                     |
| 1871    | 1877             | Pierre Louis Richard Foullioy (1825-1879)            | Bonap.→Légit.     | Contre-amiral, capitaine de vaisseau                                                                                 |
| 1877    | 1879 (décès)     | Calixte Vincent                                      | Monarchiste       | Propriétaire à Landerneau                                                                                            |
| 1879    | 1889             | Joseph-Marie Boucher                                 | Union des droites | Notaire honoraire à Landerneau Député (1885-1893)                                                                    |
| 1889    | 1913             | Léopold Maissin (père)                               | Républicain       | Ingénieur et industriel, directeur de la poudrerie du Moulin-Blanc à Guipavas Maire du Relecq-Kerhuon (1903-1914)    |
| 1913    | 1933 (démission) | Gaston de l'Hôpital (1872-1955)                      | Libéral           | Agent général d'assurances Maire de Landerneau (1911-1919)                                                           |
| 1933    | 1940             | Bertrand de l'Hôpital (1900-1969, fils du précédent) | RI                | Avocat Nommé membre de la Commission administrative départementale en 1941 Nommé conseiller départemental en 1943    |
|         |                  |                                                      |                   | |
| 1945    | 1951             | Jean-Louis Rolland                                   | SFIO              | Agent technique de la Marine Maire de Landerneau (1929-1942, 1944-1947 et 1953-1965) Député (1936-1942 et 1945-1946) |
| 1951    | 1964             | Hervé Creff                                          | MRP               | Directeur de coopérative à Landerneau                                                                                |
| 1964    | 1987 (décès)     | Théophile Le Borgne (1915-1987)                      | RI puis DVD       | Vétérinaire Maire de Landerneau (1965-1977)                                                                          |
| 1987    | 1994             | Jean-Pierre Thomin                                   | PS                | Docteur en histoire Maire de Landerneau (1989-2008)                                                                  |
| 1994    | 2001             | Emmanuel Cuiec                                       | RPR               | Avocat à Brest Conseiller municipal de Landerneau (1995-2001) Suppléant du député Charles Miossec (1993-1997)        |
| 2001    | 2015             | Marie-Françoise Le Guen                              | DVD puis UMP      | Institutrice Maire de Pencran (1983-2008) Suppléante du député Jacques Le Guen (2007-2012)                           |

### Conseillers départementaux depuis 2015
| Période élective | Période élective | Mandat | Mandat   | Identité          | Nuance | Nuance | Qualité                                                                                            |
| ---------------- | ---------------- | ------ | -------- | ----------------- | ------ | ------ | -------------------------------------------------------------------------------------------------- |
| 2015             | 2021             | 2015   | 2021     | Marie-Josée Cunin |        | DVD    | Directrice d'institut médico-éducatif 2e Adjointe au maire de Landerneau jusqu'en 2020             |
| 2015             | 2021             | 2015   | 2021     | Yvan Moullec      |        | UDI    | Commerçant à Brest 7e Adjoint au maire de Landerneau (→2020) Maire de Plouhinec (2020→)            |
| 2021             | 2028             | 2021   | en cours | Viviane Bervas    |        | DVD    | Cadre administratif, adjointe au maire de Landerneau 5ème Vice-Présidente du conseil départemental |
| 2021             | 2028             | 2021   | en cours | Bernard Goalec    |        | DVD    | Maire de Plouédern                                                                                 |

### Résultats détaillés

#### Élections de mars 2015
À l'issue du 1er tour des élections départementales de 2015, deux binômes sont en ballottage : Marie-Josée Cunin et Yvan Moullec (Union de la Droite, 36,7 %) et Michèle Casu et Michel Jézéquel (PS, 33,17 %). Le taux de participation est de 50,57 % (10 002 votants sur 19 779 inscrits) contre 51,11 % au niveau départementalet 50,17 % au niveau national.
Au second tour, Marie-Josée Cunin et Yvan Moullec (Union de la Droite) sont élus avec 50,41 % des suffrages exprimés et un taux de participation de 49,23 % (4 566 voix pour 9 738 votants et 19 780 inscrits).

#### Élections de juin 2021
Le premier tour des élections départementales de 2021 est marqué par un très faible taux de participation (33,26 % au niveau national). Dans le canton de Landerneau, ce taux de participation est de 37,05 % (7 472 votants sur 20 168 inscrits) contre 35,55 % au niveau départemental. À l'issue de ce premier tour, deux binômes sont en ballottage : Viviane Bervas et Bernard Goalec (DVD, 49,71 %) et Claudine Galeron et Stéphane Hervoir (Union à gauche, 25,72 %).
Le second tour des élections est marqué une nouvelle fois par une abstention massive équivalente au premier tour. Les taux de participation sont de 34,36 % au niveau national, 36,76 % dans le département et 36,83 % dans le canton de Landerneau. Viviane Bervas et Bernard Goalec (DVD) sont élus avec 60,65 % des suffrages exprimés (4 309 voix pour 7 430 votants et 20 172 inscrits),,. 

## Composition

### Composition avant 2015

Situation du canton de Landerneau dans le département du Finistère avant 2015.

Le canton de Landerneau regroupait huit communes.
| Nom                    | Code Insee | Codepostal | Superficie (km2) | Population (dernière pop. légale) | Densité (hab./km2) |
| ---------------------- | ---------- | ---------- | ---------------- | --------------------------------- | ------------------ |
| Landerneau (chef-lieu) | 29103      | 29800      | 13,19            | 15 265 (2012)                     | 1 157              |
| Dirinon                | 29045      | 29460      | 33,02            | 2 385 (2012)                      | 72                 |
| La Forest-Landerneau   | 29056      | 29800      | 9,21             | 1 818 (2012)                      | 197                |
| Pencran                | 29156      | 29800      | 8,93             | 1 823 (2012)                      | 204                |
| Plouédern              | 29181      | 29800      | 19,62            | 2 792 (2012)                      | 142                |
| Saint-Divy             | 29245      | 29800      | 8,52             | 1 414 (2012)                      | 166                |
| Saint-Thonan           | 29268      | 29800      | 11,29            | 1 485 (2012)                      | 132                |
| Trémaouézan            | 29295      | 29800      | 8,30             | 525 (2012)                        | 63                 |

### Composition à partir de 2015
Le canton de Landerneau comprend désormais neuf communes entières.
| Nom                                | Code Insee | Intercommunalité                 | Superficie (km2) | Population (dernière pop. légale) | Densité (hab./km2) | Modifier                                    |
| ---------------------------------- | ---------- | -------------------------------- | ---------------- | --------------------------------- | ------------------ | ------------------------------------------- |
| Landerneau (bureau centralisateur) | 29103      | CA du pays de Landerneau-Daoulas | 13,19            | 16 327 (2022)                     | 1 238              | modifier les données · modifier les données |
| La Forest-Landerneau               | 29056      | CA du pays de Landerneau-Daoulas | 9,21             | 1 999 (2022)                      | 217                | modifier les données · modifier les données |
| Lanneuffret                        | 29116      | CA du pays de Landerneau-Daoulas | 2,24             | 150 (2022)                        | 67                 | modifier les données · modifier les données |
| Pencran                            | 29156      | CA du pays de Landerneau-Daoulas | 8,93             | 2 229 (2022)                      | 250                | modifier les données · modifier les données |
| Plouédern                          | 29181      | CA du pays de Landerneau-Daoulas | 19,62            | 3 062 (2022)                      | 156                | modifier les données · modifier les données |
| La Roche-Maurice                   | 29237      | CA du pays de Landerneau-Daoulas | 12,04            | 1 865 (2022)                      | 155                | modifier les données · modifier les données |
| Saint-Divy                         | 29245      | CA du pays de Landerneau-Daoulas | 8,52             | 1 602 (2022)                      | 188                | modifier les données · modifier les données |
| Saint-Thonan                       | 29268      | CA du pays de Landerneau-Daoulas | 11,29            | 1 943 (2022)                      | 172                | modifier les données · modifier les données |
| Trémaouézan                        | 29295      | CA du pays de Landerneau-Daoulas | 8,30             | 492 (2022)                        | 59                 | modifier les données · modifier les données |
| Canton de Landerneau               | 2913       |                                  | 93,34            | 29 669 (2022)                     | 318                | modifier les données                        |

## Démographie

### Démographie avant 2015
| 1962   | 1968   | 1975   | 1982   | 1990   | 1999   | 2006   | 2011   | 2012   |
| ------ | ------ | ------ | ------ | ------ | ------ | ------ | ------ | ------ |
| 17 371 | 18 445 | 21 521 | 23 566 | 24 497 | 25 032 | 26 252 | 27 310 | 27 507 |

### Démographie depuis 2015
En 2022, le canton comptait 29 669 habitants, en évolution de +4,9 % par rapport à 2016 (Finistère : +2,16 %, France hors Mayotte : +2,11 %).
| 2013   | 2018   | 2022   |
| ------ | ------ | ------ |
| 27 519 | 28 633 | 29 669 |